# NGC 178
NGC 178 (ook wel PGC 2349, MCG -2-2-78, IRAS00366-1426  of IC 39) is een spiraalvormig sterrenstelsel in het sterrenbeeld Walvis.
NGC 178 werd in 1857 ontdekt door de Ierse astronoom R. J. Mitchell en in 1886 herontdekt door de Amerikaanse astronoom Ormond Stone. Het werd nog eens herontdekt in 1892 door de Franse astronoom Stephane Javelle, en kreeg het catalogusnummer IC 39.
NGC 178 is een zogenaamde Starburst galaxy, een stelsel waarin zich grote hoeveelheden jonge hete blauwwitte sterren bevinden die volgens astronomische maatstaven nog maar onlangs zijn ontstaan.